# Kummakivi

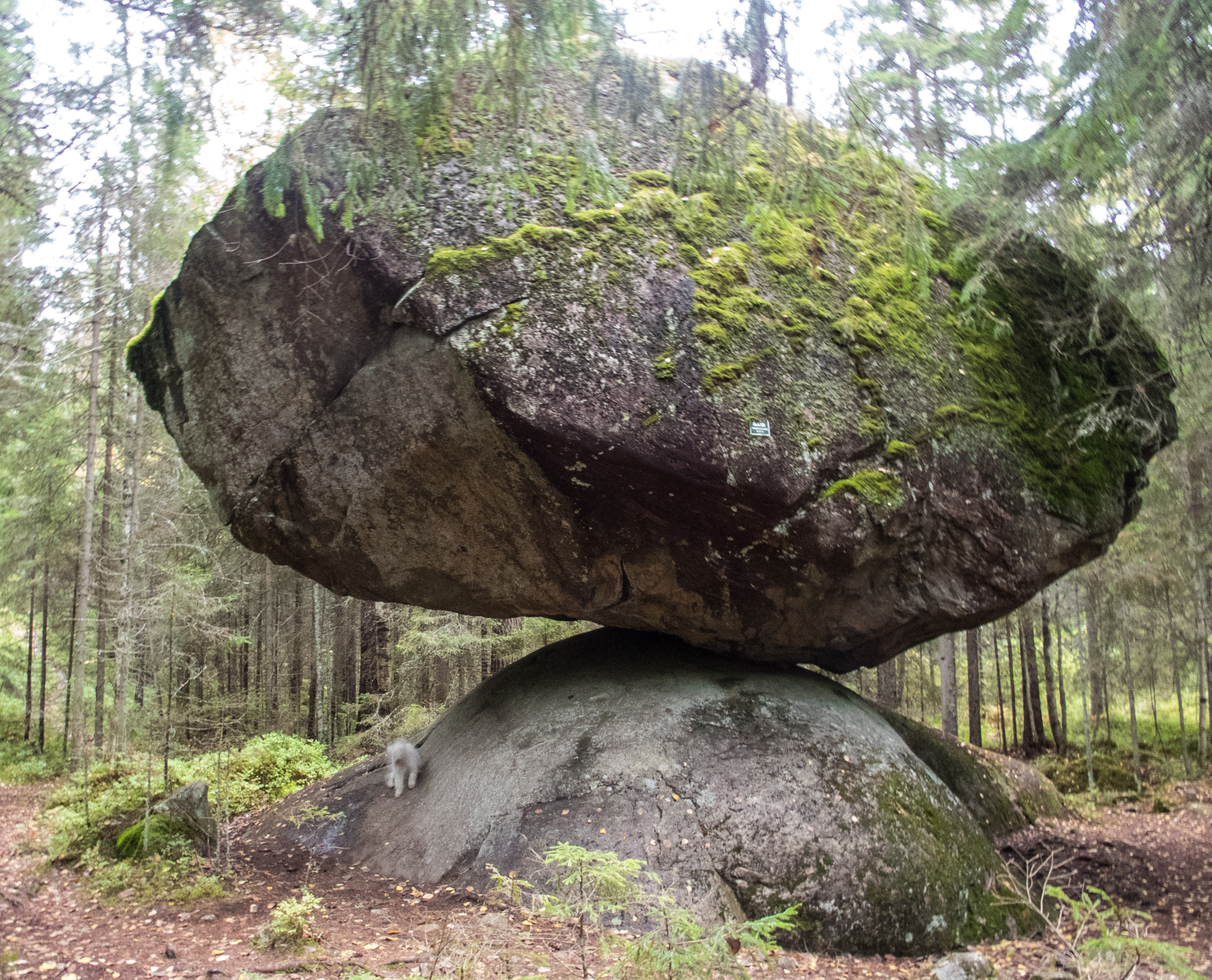
Kummakivi 2015

Der Kummakivi (Finnisch – dt. Edeltein) ist ein großer balancierender Felsen in Ruokolahti bei Puumala in Süd-Karelien im Osten von Finnland. Der Stein ist jedoch kein Wackelstein.
Der etwa sieben Meter lange und fünf Meter hohe Felsblock liegt mit einer sehr kleinen Grundfläche auf einem konvexen Untergrund. Forscher gehen davon aus, dass der Felsen vor 11.000 bis 12.000 Jahren durch Gletscher an seine jetzige Stelle transportiert wurde. Die genaue Herkunft des Felsens lässt sich nicht bestimmen. Das Gewicht des Steins wird auf 500 Tonnen geschätzt.
Der Kummakivi ist seit 1962 als Naturdenkmal geschützt und darf daher nicht beklettert werden. Seit den 1980er Jahren wächst eine Kiefer auf ihm.
Der Felsblock befindet sich in einem Wald im Westen von Ruokolahti, nahe der Grenze zu Puumala.